# Thomas Browne
Sir Thomas Browne (Londres, 19 de Outubro de 1605 - Norwich, 19 de Outubro de 1682) foi um polímata inglês e autor de obras variadas que revelam seu amplo conhecimento em diversos campos, incluindo ciência e medicina, religião e o esotérico. Seus escritos revelam uma profunda curiosidade pelo mundo natural, influenciados pela revolução científica da investigação baconiana e são permeados por referências a fontes clássicas e bíblicas, bem como pelas idiossincrasias de sua própria personalidade. Embora muitas vezes descrito como impregnado de melancolia, os escritos de Browne também são caracterizados por sagacidade e humor sutil, enquanto seu estilo literário é variado, de acordo com o gênero, resultando em uma prosa rica e única que vai desde observações ásperas em cadernos até eloquência barroca polida.
Em 1646 propôs a que as cargas (que ainda não se chamavam elétricas) poderiam conceber forças repulsivas. Naquele momento da história das Ciências, predominava a ideia da existência somente de forças atratívas entre cargas. Isto pode ser visto na publicação "De Magnete" de Willian Guilbert (1600).

## Obras literárias
- Religio Medici (1643)
- Pseudodoxia Epidemica (1646–72)
- Hydriotaphia, Urn Burial (1658)
- The Garden of Cyrus (1658)
- A Letter to a Friend (1656; pub. 1690)
- Christian Morals (1670s; pub. 1716)
- Musaeum Clausum Tract 13 from Miscellaneous Tracts first pub. 1684